# Valenzuela de Calatrava
Valenzuela de Calatrava település Spanyolországban, Ciudad Real tartományban. Valenzuela de Calatrava Almagro, Ciudad Real községgel határos. Lakosainak száma 653 fő (2024).

## Népesség
A település népessége az elmúlt években az alábbi módon változott:
| Lakosok száma | 793  | 803  | 804  | 790  | 770  | 712  | 708  | 688  | 658  | 653  |
|               | 2001 | 2004 | 2006 | 2009 | 2011 | 2014 | 2016 | 2019 | 2021 | 2024 |